# 関西デザイン造形専門学校
関西デザイン造形専門学校（かんさいデザインぞうけいせんもんがっこう）は、1919年（大正8年）に開設された日本最初の洋裁学校である。

## 概要
初代校長となる山本ヒデが大日本婦人洋装普及会を組織し、1919年（大正8年）に開設した。その後、1930年（昭和5年）に山本洋装女学院として組織を拡大し、1934年（昭和9年）に山本洋装女学院として、各種学校の認可を大阪府より受ける。1942年（昭和17年）に山本服装女学校と改称、1951年（昭和26年）に学校法人山本学園として認可を受け、山本服装専門学校と改称し、山本とみが2代目校長に就任する。1954年（昭和29年）学園作品発表会には高松宮宣仁親王が来校する。1969年（昭和44年）に山本文化服装学院と改称、1983年（昭和58年）に関西ファッションビジネス専門学校に校名変更、1998年（平成10年）に関西デザイン造形専門学校に校名変更する。2010年（平成22年）に閉校となった。

## 沿革
- 1919年（大正 8年）- 山本ヒデが欧米各国を視察後、大日本婦人洋装普及会を組織し、各地で講習会を開く。現在地に事務所を開設。
- 1926年（大正15年）- 大日本婦人洋装普及会の活動を続けると共に、事務所に塾を開く。
- 1930年（昭和 5年）- 塾を山本洋裁女学院として組織を拡大。山本ヒデが初代校長に就任。
- 1931年（昭和 6年）- 和服地を用いた改良服を大阪府女子教育会に発表。
- 1932年（昭和 7年）- マネキンの着付（ピンワーク）を本校で開発（イトマンで展示）。
- 1934年（昭和 9年）- 山本洋裁女学院として各種学校の認可を大阪府より受ける。
- 1940年（昭和15年）- 作品発表会を美津濃百貨店で開催。以後年中行事となる。
- 1941年（昭和16年）- 『真理の服装』（山本とみ著）を刊行。山本システムの服装理論を確立。
- 1942年（昭和17年）- 山本服装女学校に改称。
- 1946年（昭和21年）- 財団法人の認可を受ける。山本武夫が理事長に就任。
- 1947年（昭和22年）- 『スタイルガイド』（山本とみ著）を刊行。
- 1951年（昭和26年）- 学校法人山本学園として認可を受ける。山本服装専門学校と改称。山本とみが校長に就任。
- 1953年（昭和28年）- 初代校長の山本ヒデが死去。
- 1954年（昭和29年）- 本学園作品発表会に、高松宮宣仁親王来校。
- 1955年（昭和30年）- 本学園作品発表会「生活に即した服装」を髙島屋で開催。
- 1957年（昭和32年）- 校舎を大幅に増改築する。
- 1962年（昭和37年）- 理事長の山本武夫が死去。校長の山本とみが理事長を兼務。
- 1964年（昭和39年）- 理事長の山本とみが大阪府より教育功労者表彰を受ける。『ソーイングブック』（山本とみ著）を刊行。鉄筋三階建校舎が完成。
- 1969年（昭和44年）- 山本文化服装学院と改称し、東京文化連鎖校となる。
- 1974年（昭和49年）- 理事長の山本とみが産業教育九〇年式典において、文部大臣より産業教育功労者として表彰を受ける。
- 1976年（昭和51年）- 学校教育法の改正に伴い、専修学校山本服装専門学校 専門課程・一般課程の設置認可を受ける。副校長の山本富佐子が校長に就任。『服飾文化私論』（山本とみ著）を刊行。
- 1977年（昭和52年）- 専門課程 教員養成学科・技術特修学科を増設。理事長の山本とみが藍綬褒章を受章。
- 1980年（昭和55年）- 鉄筋四階建の新校舎完成。
- 1983年（昭和58年）- 関西ファッションビジネス専門学校に校名変更。同時に設置課程、学科を服装専門課程、基礎学科、専攻学科、研究科と改編。理事長の山本とみが勲四等瑞宝章の叙勲を受ける。
- 1987年（昭和62年）- 校長の山本富佐子が理事長に就任。
- 1990年（平成 2年）- 名誉学園長の山本とみが理事長に再任。常任理事の小早川享が校長に就任。アパレルCADを導入。ファッション産業教育を本格的に始動。
- 1998年（平成10年）- 関西デザイン造形専門学校に校名変更。ファッション専門課程、ファッション学科ファッション専攻、ファッション研究科ファッション研究専攻。
- 2010年（平成22年）- 閉校。

## 所在地
- 〒546-0035 大阪市東住吉区山坂4-4-3
最寄り駅は、大阪市営地下鉄御堂筋線西田辺駅、JR阪和線南田辺駅または鶴ケ丘駅